# Guilers
Guilers é uma comuna francesa na região administrativa da Bretanha, no departamento Finisterra. Estende-se por uma área de 19,01 km². Em 2010 a comuna tinha 8 145 habitantes (densidade: 428,5 hab./km²).